# Hertha Berliner Sport-Club 1996-1997
Questa voce raccoglie le informazioni riguardanti l'Hertha Berliner Sport-Club nelle competizioni ufficiali della stagione 1996-1997.

## Stagione
Nella stagione 1996-1997 l'Hertha Berlino, allenato da Jürgen Röber, concluse il campionato di 2. Bundesliga al 3º posto e fu promosso in Bundesliga. In Coppa di Germania l'Hertha Berlino fu eliminato al secondo turno dallo Stoccarda.

## Rosa
| N. |                         | Ruolo | Calciatore            |
| -- | ----------------------- | ----- | --------------------- |
| 1  | Germania (bandiera)     | P     | Christian Fiedler     |
| 6  | Islanda (bandiera)      | D     | Eyjólfur Sverrisson   |
| 8  | Germania (bandiera)     | D     | Steffen Karl          |
| 11 | Germania (bandiera)     | A     | Michael Preetz        |
| 14 | Croazia (bandiera)      | C     | Ante Čović            |
| 15 | Turchia (bandiera)      | D     | Hasan Vural           |
| 16 | Germania (bandiera)     | C     | Sixten Veit           |
| 17 | RD del Congo (bandiera) | C     | Michél Mazingu-Dinzey |
| 18 | Ungheria (bandiera)     | C     | Pál Dárdai            |
| 19 | Germania (bandiera)     | C     | Andreas Schmidt       |
| 20 | Germania (bandiera)     | A     | Axel Kruse            |
| 21 | Germania (bandiera)     | C     | Michael Hartmann      |

| N. |                     | Ruolo | Calciatore         |
| -- | ------------------- | ----- | ------------------ |
| 23 | Germania (bandiera) | D     | Oliver Schmidt     |
| 24 | Germania (bandiera) | C     | Christian Fährmann |
| 25 | Germania (bandiera) | C     | Marc Arnold        |
| 26 | Germania (bandiera) | P     | Manuel Greil       |
| 27 | Germania (bandiera) | P     | Jens Adler         |
| 5  | Germania (bandiera) | D     | Gunnar Sauer       |
| 4  | Germania (bandiera) | D     | Carsten Kober      |
| 7  | Germania (bandiera) | C     | Dirk Bremser       |
| 16 | Germania (bandiera) | C     | Falko Götz         |
| 30 | Germania (bandiera) | C     | Uwe Weidemann      |
| 9  | Albania (bandiera)  | A     | Altin Rraklli      |
| 12 | Germania (bandiera) | A     | Marcel Rath        |

## Organigramma societario
Area tecnica
- Allenatore: Jürgen Röber
- Allenatore in seconda: Bernd Storck
- Preparatore dei portieri:
- Preparatori atletici:

## Calciomercato

### Sessione estiva
| Acquisti | Acquisti              | Acquisti               | Acquisti |
| R.       | Nome                  | da                     | Modalità |
| -------- | --------------------- | ---------------------- | -------- |
| P        | Jens Adler            | Hertha Berlino II      |          |
| C        | Ante Čović            | Norimberga             |          |
| D        | Carsten Kober         | Amburgo                |          |
| A        | Axel Kruse            | Stoccarda              |          |
| C        | Michél Mazingu-Dinzey | St. Pauli              |          |
| A        | Michael Preetz        | Wattenscheid 09        |          |
| D        | Gunnar Sauer          | Werder Brema           |          |
| D        | Hasan Vural           | Reinickendorfer Füchse |          |

| Cessioni | Cessioni          | Cessioni         | Cessioni |
| R.       | Nome              | a                | Modalità |
| -------- | ----------------- | ---------------- | -------- |
| C        | Thomas Richter    | Waldhof Mannheim |          |
| A        | Gabriele Graziani | Arezzo           |          |
| C        | Niko Kovač        | Bayer Leverkusen |          |
| D        | Sven Meyer        | Union Berlino    |          |
| C        | Markus Stern      | Verl             |          |
| C        | Frank Süs         | Wattenscheid 09  |          |
| D        | Miroslav Tanjga   | Magonza          |          |

### Sessione invernale
| Acquisti | Acquisti      | Acquisti      | Acquisti |
| R.       | Nome          | da            | Modalità |
| -------- | ------------- | ------------- | -------- |
| C        | Pál Dárdai    | BVSC Budapest |          |
| C        | Uwe Weidemann | Schalke 04    |          |

| Cessioni | Cessioni | Cessioni | Cessioni |
| R.       | Nome     | a        | Modalità |
| -------- | -------- | -------- | -------- |

## Risultati

### 2. Bundesliga

#### Girone di andata
| Arbitro: | Albrecht |

|             |           |  |
| Richter 57’ | Marcatori |  |

| Arbitro: | Wack |

|            |           |            |
| Präger 78’ | Marcatori | 19’ Preetz |

| Arbitro: | Hufgard |

|                   |           |  |
| Krieg 66’ Hey 78’ | Marcatori |  |

| Arbitro: | Byernetzky |

|            |           |              |
| Preetz 55’ | Marcatori | 37’ Heidrich |

| Arbitro: | Dehmelt |

|           |           |  |
| Papic 43’ | Marcatori |  |

| Arbitro: | Hilmes |

|                                                                             |           |                                      |
| Kober 15’ Bremser 21’ Čović 22’ Mazingu-Dinzey 27’, 70’ Preetz 53’ Rath 84’ | Marcatori | 14’ Vier 49’ Scharpenberg 78’ Holick |

| Kaiserslautern 20 settembre 1996, ore 19:00 CEST 7ª giornata | Kaiserslautern | 0 – 0 referto | Hertha Berlino | Fritz-Walter-Stadion (36 536 spett.)\| Arbitro: \| Werthmann \| |
| Arbitro:                                                     | Werthmann      |               |                |                                                                 |

| Arbitro: | Wezel |

|           |           |  |
| Kruse 52’ | Marcatori |  |

| Arbitro: | Frey |

|           |           |                                               |
| Golke 27’ | Marcatori | 42’, 80’ Rraklli 71’ Kruse 90’ Mazingu-Dinzey |

| Arbitro: | Prengel |

|           |           |  |
| Kruse 89’ | Marcatori |  |

| Arbitro: | Steinborn |

|                          |           |           |
| Reichel 44’ Luginger 65’ | Marcatori | 85’ Čović |

| Arbitro: | Lange |

|           |           |                        |
| Kruse 24’ | Marcatori | 47’ Ekström 87’ Becker |

| Arbitro: | Fleischer |

|            |           |             |
| Claaßen 2’ | Marcatori | 18’ Schmidt |

| Arbitro: | Hauer |

|                           |           |  |
| Kruse 32’, 51’ Preetz 34’ | Marcatori |  |

| Arbitro: | Schütz |

|              |           |                       |
| Sebescen 90’ | Marcatori | 37’ Arnold 72’ Preetz |

| Arbitro: | Buchhart |

|  |           |             |
|  | Marcatori | 78’ Rusayev |

| Arbitro: | Casper |

|                            |           |                                   |
| van Buskirk 2’ Wollitz 90’ | Marcatori | 18’ Kruse 27’ Sverrisson 82’ Veit |

#### Girone di ritorno
| Arbitro: | Wack |

|  |           |                    |
|  | Marcatori | 36’ Mazingu-Dinzey |

| Arbitro: | Werthmann |

|          |           |  |
| Veit 61’ | Marcatori |  |

| Arbitro: | Neis |

|                                              |           |                             |
| Kranz 19’ (aut.) Kruse 37’, 64’ Hartmann 90’ | Marcatori | 12’ Radschuweit 55’ Schmitt |

| Arbitro: | Kadach |

|  |           |                                   |
|  | Marcatori | 70’ Rath 86’ Hartmann 90’ Schmidt |

| Arbitro: | Steinborn |

|                                                                       |           |                           |
| Sverrisson 52’ Konerding 64’ (aut.) Fährmann 71’ Preetz 83’ Kruse 89’ | Marcatori | 22’ Meyer 26’ van der Ven |

| Arbitro: | Buchhart |

|                    |           |                  |
| Zedi 39’ Klein 79’ | Marcatori | 57’ (rig.) Kruse |

| Arbitro: | Strampe |

|                           |           |  |
| Kruse 25’ Roos 55’ (aut.) | Marcatori |  |

| Arbitro: | Prengel |

|                     |           |                           |
| Goch 24’ Janiak 55’ | Marcatori | 45’ Arnold 53’ Sverrisson |

| Berlino 21 aprile 1997, ore 19:30 CEST 26ª giornata | Hertha Berlino | 0 – 0 referto | Lubecca | Stadio Olimpico (14 628 spett.)\| Arbitro: \| Albrecht \| |
| Arbitro:                                            | Albrecht       |               |         |                                                           |

| Arbitro: | Best |

|            |           |                      |
| Hermel 90’ | Marcatori | 43’ Preetz 68’ Kruse |

| Arbitro: | Hauer |

|                         |           |                 |
| Preetz 28’ Fährmann 61’ | Marcatori | 9’, 24’ Reichel |

| Arbitro: | Fleischer |

|                                       |           |           |
| Gaudino 18’, 52’ Weidemann 80’ (aut.) | Marcatori | 35’ Kruse |

| Arbitro: | Casper |

|                                   |           |  |
| Čović 6’ Weidemann 78’ Preetz 81’ | Marcatori |  |

| Arbitro: | Weiner |

|               |           |                              |
| Schmöller 55’ | Marcatori | 30’ Čović 48’ Mazingu-Dinzey |

| Arbitro: | Byernetzky |

|  |           |           |
|  | Marcatori | 50’ Lösch |

| Arbitro: | Kemmling |

|                             |           |           |
| Holetschek 39’ Nierlich 47’ | Marcatori | 29’ Kruse |

| Arbitro: | Gettke |

|  |           |                        |
|  | Marcatori | 25’ Onderka 76’ Müller |

### Coppa di Germania
| Arbitro: | Kadach |

|                      |           |                                                                |
| Wiedemann 41’ (rig.) | Marcatori | 23’ Fährmann 30’ Kruse 51’ Preetz 62’ Mazingu-Dinzey 85’ Čović |

| Arbitro: | Wagner |

|                                               |                      |                                                  |
| Mazingu-Dinzey 3’                             | Marcatori            | 13’ Hagner                                       |
| Karl Preetz Kober Mazingu-Dinzey Kruse Arnold | Tiri di rigore 4 – 5 | Berthold Legat Gilewicz Verlaat Wohlfahrt Herzog |

## Statistiche

### Statistiche di squadra
| Competizione      | Punti | In casa | In casa | In casa | In casa | In casa | In casa | In trasferta | In trasferta | In trasferta | In trasferta | In trasferta | In trasferta | Totale | Totale | Totale | Totale | Totale | Totale | DR  |
| Competizione      | Punti | G       | V       | N       | P       | Gf      | Gs      | G            | V            | N            | P            | Gf           | Gs           | G      | V      | N      | P      | Gf     | Gs     | DR  |
| ----------------- | ----- | ------- | ------- | ------- | ------- | ------- | ------- | ------------ | ------------ | ------------ | ------------ | ------------ | ------------ | ------ | ------ | ------ | ------ | ------ | ------ | --- |
| 2. Bundesliga     | 58    | 17      | 10      | 3       | 4       | 32      | 16      | 17           | 7            | 4            | 6            | 25           | 22           | 34     | 17     | 7      | 10     | 57     | 38     | +19 |
| Coppa di Germania | -     | 1       | 0       | 1       | 0       | 1       | 1       | 1            | 1            | 0            | 0            | 5            | 1            | 2      | 1      | 1      | 0      | 6      | 2      | +4  |
| Totale            | 58    | 18      | 10      | 4       | 4       | 33      | 17      | 18           | 8            | 4            | 6            | 30           | 23           | 36     | 18     | 8      | 10     | 63     | 40     | +23 |

### Andamento in campionato
| Giornata  | 1 | 2 | 3  | 4  | 5  | 6  | 7  | 8 | 9 | 10 | 11 | 12 | 13 | 14 | 15 | 16 | 17 | 18 | 19 | 20 | 21 | 22 | 23 | 24 | 25 | 26 | 27 | 28 | 29 | 30 | 31 | 32 | 33 | 34 |
| --------- | - | - | -- | -- | -- | -- | -- | - | - | -- | -- | -- | -- | -- | -- | -- | -- | -- | -- | -- | -- | -- | -- | -- | -- | -- | -- | -- | -- | -- | -- | -- | -- | -- |
| Luogo     | C | T | T  | C  | T  | C  | T  | C | T | C  | T  | C  | T  | C  | T  | C  | T  | T  | C  | C  | T  | C  | T  | C  | T  | C  | T  | C  | T  | C  | T  | C  | T  | C  |
| Risultato | V | N | P  | N  | P  | V  | N  | V | V | V  | P  | P  | N  | V  | V  | P  | V  | V  | V  | V  | V  | V  | P  | V  | N  | N  | V  | N  | P  | V  | V  | P  | P  | P  |
| Posizione | 5 | 6 | 10 | 10 | 14 | 12 | 11 | 7 | 5 | 2  | 3  | 5  | 7  | 3  | 2  | 4  | 3  | 2  | 2  | 2  | 2  | 1  | 2  | 1  | 2  | 2  | 2  | 2  | 2  | 2  | 2  | 2  | 2  | 3  |

Legenda:

Luogo: C = Casa; T = Trasferta. Risultato: V = Vittoria; N = Pareggio; P = Sconfitta.

### Statistiche dei giocatori
!! colspan="4" | Totale

| Giocatore         | 2. Bundesliga | 2. Bundesliga | 2. Bundesliga | 2. Bundesliga | Coppa di Germania J. Adler | Coppa di Germania J. Adler | Coppa di Germania J. Adler | Coppa di Germania J. Adler | 1        | 0    | 0           | 0          | 0 | 0 | 0 | 0 | 1 | 0 | 0 | 0 |
| Giocatore         | Presenze      | Reti          | Ammonizioni   | Espulsioni    | Presenze                   | Reti                       | Ammonizioni                | Espulsioni                 | Presenze | Reti | Ammonizioni | Espulsioni |   |   |   |   |   |   |   |   |
| M. Arnold         | 24            | 2             | 3             | 0             | 2                          | 0                          | 1                          | 0                          | 26       | 2    | 4           | 0          |   |   |   |   |   |   |   |   |
| D. Bremser        | 9             | 1             | 5             | 0             | 2                          | 0                          | 1                          | 0                          | 11       | 1    | 6           | 0          |   |   |   |   |   |   |   |   |
| P. Dárdai         | 10            | 0             | 1             | 0             | 0                          | 0                          | 0                          | 0                          | 10       | 0    | 1           | 0          |   |   |   |   |   |   |   |   |
| C. Fiedler        | 34            | 0             | 0             | 0             | 2                          | 0                          | 0                          | 0                          | 36       | 0    | 0           | 0          |   |   |   |   |   |   |   |   |
| C. Fährmann       | 27            | 2             | 6             | 1             | 2                          | 1                          | 0                          | 0                          | 29       | 3    | 6           | 1          |   |   |   |   |   |   |   |   |
| F. Götz           | 16            | 0             | 2             | 0             | 0                          | 0                          | 0                          | 0                          | 16       | 0    | 2           | 0          |   |   |   |   |   |   |   |   |
| M. Hartmann       | 28            | 2             | 3             | 0             | 1                          | 0                          | 0                          | 0                          | 29       | 2    | 3           | 0          |   |   |   |   |   |   |   |   |
| S. Karl           | 30            | 0             | 2             | 0             | 2                          | 0                          | 0                          | 0                          | 32       | 0    | 2           | 0          |   |   |   |   |   |   |   |   |
| C. Kober          | 20            | 1             | 2             | 1             | 2                          | 0                          | 2                          | 0                          | 22       | 1    | 4           | 1          |   |   |   |   |   |   |   |   |
| A. Kruse          | 29            | 15            | 10            | 1             | 2                          | 1                          | 1                          | 0                          | 31       | 16   | 11          | 1          |   |   |   |   |   |   |   |   |
| M. Mazingu-Dinzey | 29            | 5             | 3             | 0             | 2                          | 2                          | 0                          | 0                          | 31       | 7    | 3           | 0          |   |   |   |   |   |   |   |   |
| M. Preetz         | 31            | 9             | 5             | 0             | 2                          | 1                          | 0                          | 0                          | 33       | 10   | 5           | 0          |   |   |   |   |   |   |   |   |
| M. Rath           | 8             | 2             | 1             | 0             | 1                          | 0                          | 0                          | 0                          | 9        | 2    | 1           | 0          |   |   |   |   |   |   |   |   |
| T. Richter        | 6             | 1             | 1             | 0             | 1                          | 0                          | 0                          | 0                          | 7        | 1    | 1           | 0          |   |   |   |   |   |   |   |   |
| A. Rraklli        | 14            | 2             | 1             | 0             | 1                          | 0                          | 0                          | 0                          | 15       | 2    | 1           | 0          |   |   |   |   |   |   |   |   |
| G. Sauer          | 8             | 0             | 1             | 0             | 0                          | 0                          | 0                          | 0                          | 8        | 0    | 1           | 0          |   |   |   |   |   |   |   |   |
| A. Schmidt        | 20            | 1             | 1             | 0             | 1                          | 0                          | 0                          | 0                          | 21       | 1    | 1           | 0          |   |   |   |   |   |   |   |   |
| O. Schmidt        | 25            | 1             | 3             | 0             | 1                          | 0                          | 0                          | 0                          | 26       | 1    | 3           | 0          |   |   |   |   |   |   |   |   |
| E. Sverrisson     | 30            | 3             | 7             | 1             | 2                          | 0                          | 1                          | 0                          | 32       | 3    | 8           | 1          |   |   |   |   |   |   |   |   |
| S. Veit           | 14            | 2             | 1             | 1             | 0                          | 0                          | 0                          | 0                          | 14       | 2    | 1           | 1          |   |   |   |   |   |   |   |   |
| H. Vural          | 13            | 0             | 2             | 0             | 0                          | 0                          | 0                          | 0                          | 13       | 0    | 2           | 0          |   |   |   |   |   |   |   |   |
| U. Weidemann      | 7             | 1             | 0             | 0             | 0                          | 0                          | 0                          | 0                          | 7        | 1    | 0           | 0          |   |   |   |   |   |   |   |   |
| A. Čović          | 28            | 4             | 6             | 0             | 2                          | 1                          | 0                          | 0                          | 30       | 5    | 6           | 0          |   |   |   |   |   |   |   |   |